# Simón Valentín Bueno Vargas
Simón Valentín Bueno Vargas, né le 22 mai 1964, est un homme politique espagnol membre du Parti populaire (PP).

## Biographie

### Vie privée
Il est marié.

### Profession
Il est titulaire d'une licence en sciences physiques. Il est professeur de mathématiques.

### Carrière politique
Il est maire de Villarrobledo de 2011 à 2015. Il est élu député provincial d'Albacete en juillet 2011 et est vice-président de la Députation provinciale de 2011 à 2015.
Le 17 janvier 2017, il devient sénateur pour Albacete au Sénat en remplacement de Marcial Marín démissionnaire.